# Музей історії Корсунь-Шевченківської битви
Музей історії Корсунь-Шевченківської битви — створений за постановою Ради Народних Комісарів Української РСР і ЦК КП(б)У від 28 червня 1945 року для увічнення перемоги радянських військ у Корсунь-Шевченківській операції.
До 1957 називався історичним музеєм. Під музей було віддано колишній палац князів Лопухіних-Демидових на острові Коцюбинського у м. Корсуні-Шевченківському.
Серед картин музею зберігаються роботи Віктора Коваленка та Лесі Левади.

## Галерея

Військова техніка часів війни перед приміщенням музею
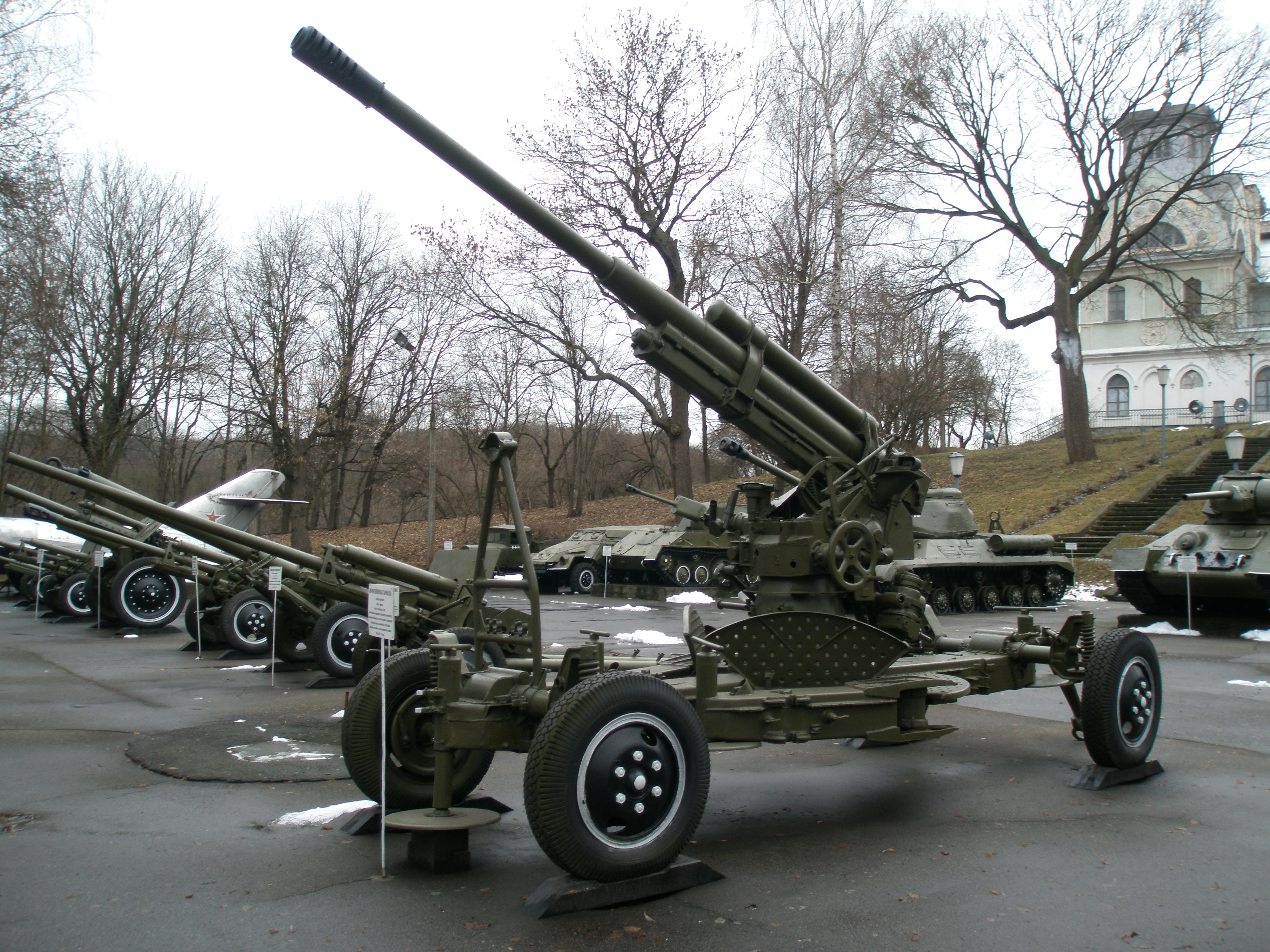
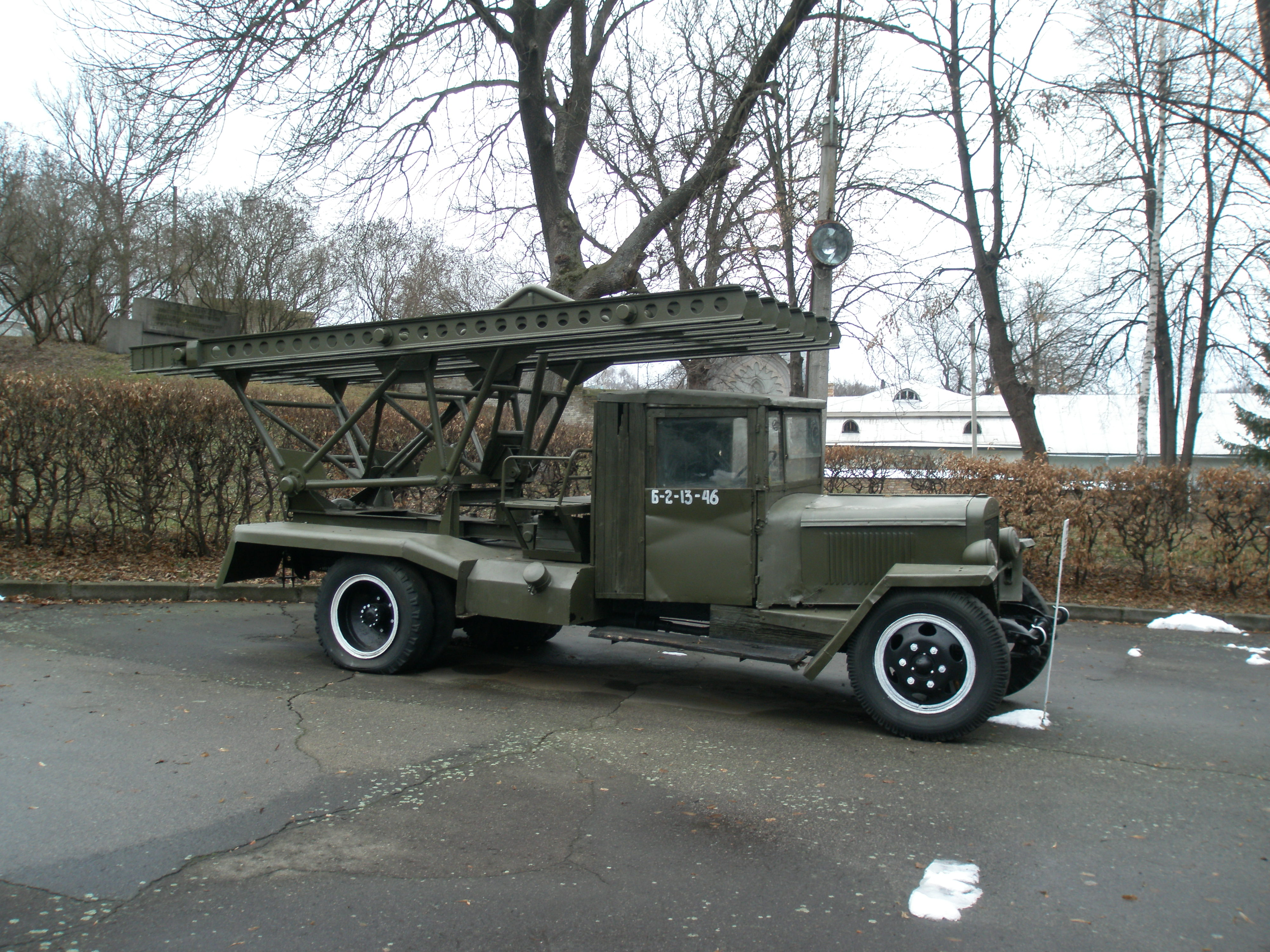
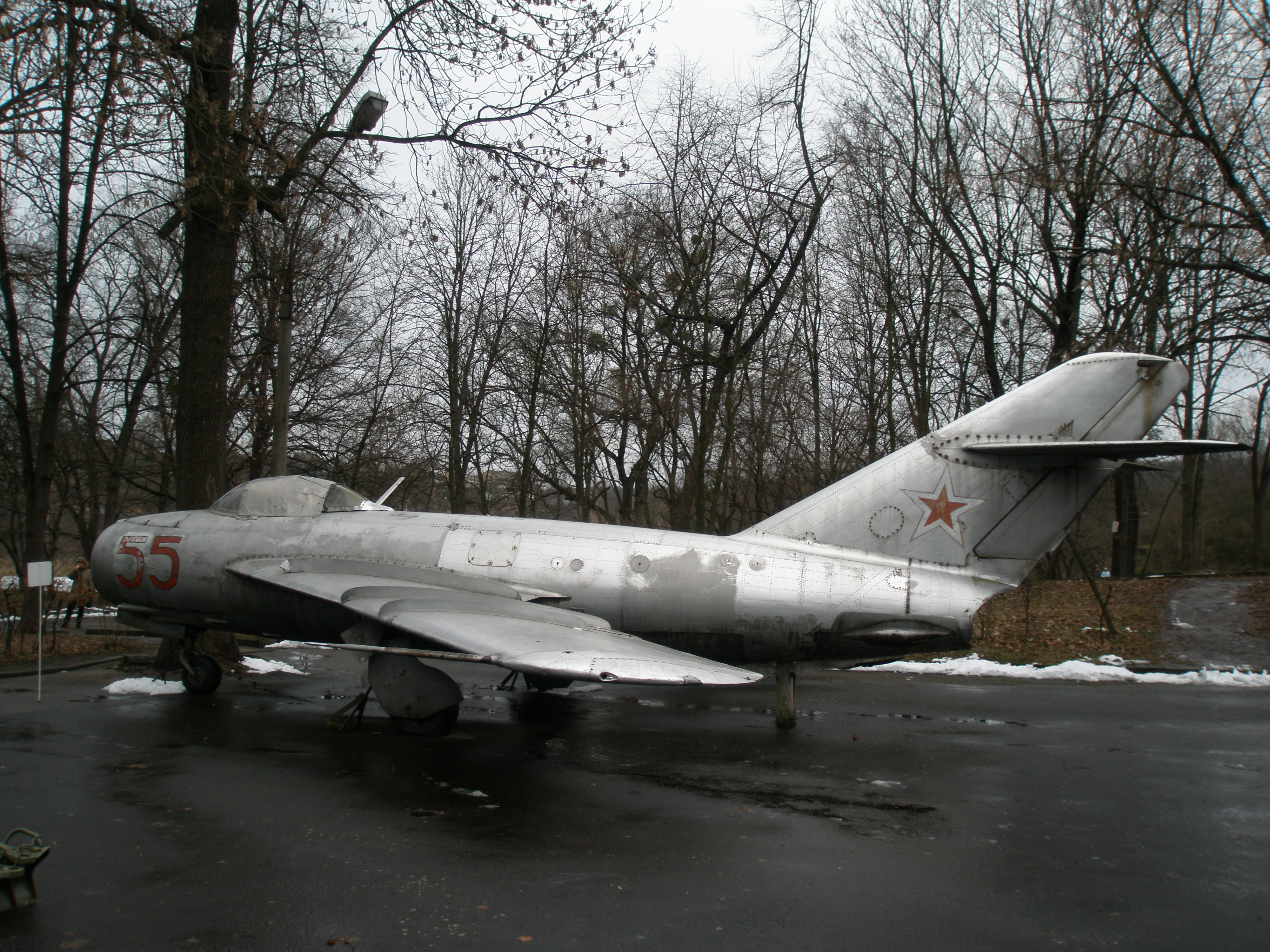